# Registan (Samarkanda)
Registan – zabytkowy główny plac Samarkandy w Uzbekistanie (wpisanej na listę światowego dziedzictwa UNESCO), centrum renesansu Timurydów. Na placu znajdują się trzy medresy.

## Położenie
Plac znajduje się w centrum Samarkandy we wschodnim Uzbekistanie. Na południe od niego znajduje się Park Registan.

## Historia
Plac powstawał od XV do XVII wieku, gdy osiągnął swój ostateczny wygląd. Plac był miejscem spotkań mieszkańców miasta oraz miejscem, w którym władcy z dynastii Timurydów przemawiali do poddanych. Na placu dokonywano też publicznych egzekucji. Medresy, znajdujące się na placu zostały wybudowane: w latach 1417–1420 (Medresa Uług Bega), 1619–1636 (Medresa Sher Dor) i 1646–1660 (Medresa Tilya Kori).

## Galeria

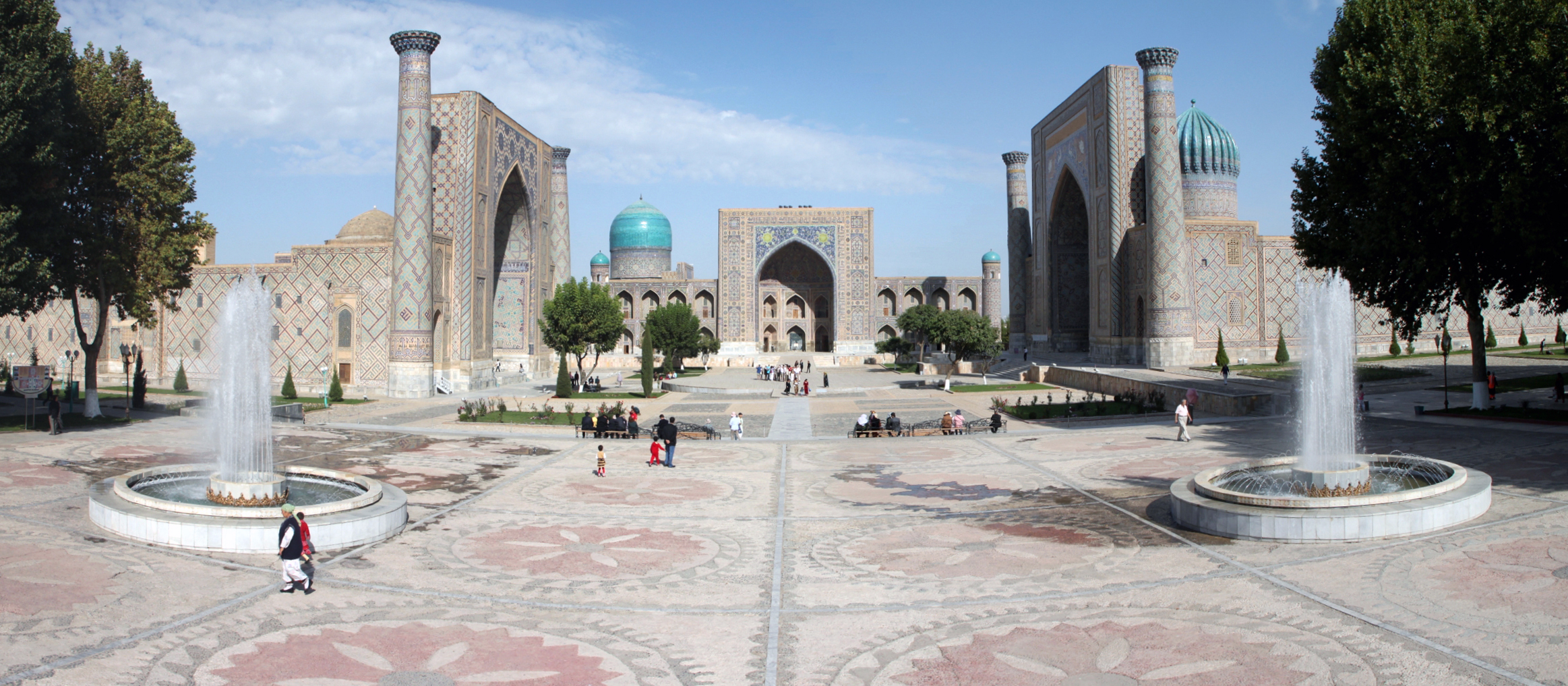
Widok na wszystkie trzy medresy i fontanny na placu
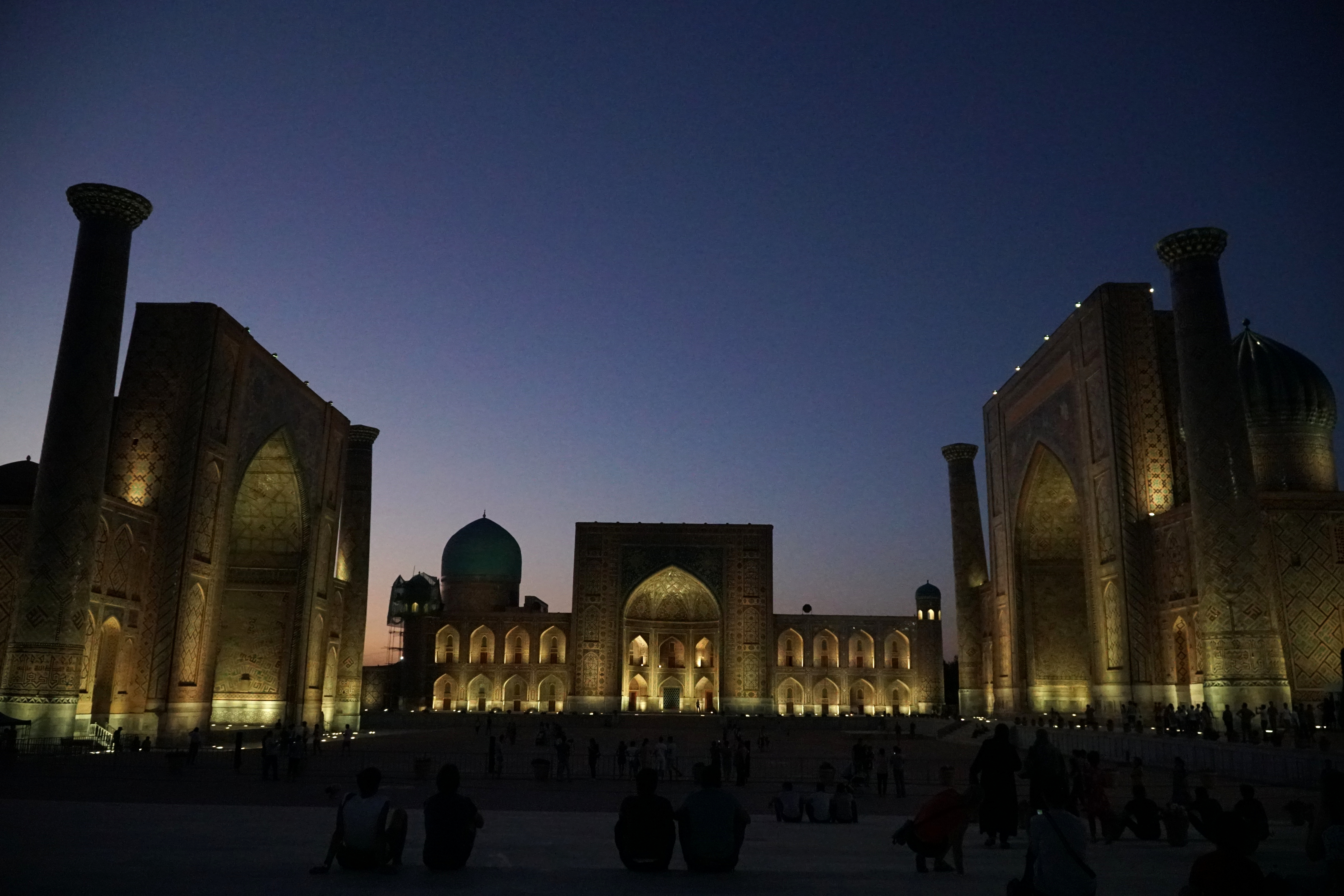
Registan nocą
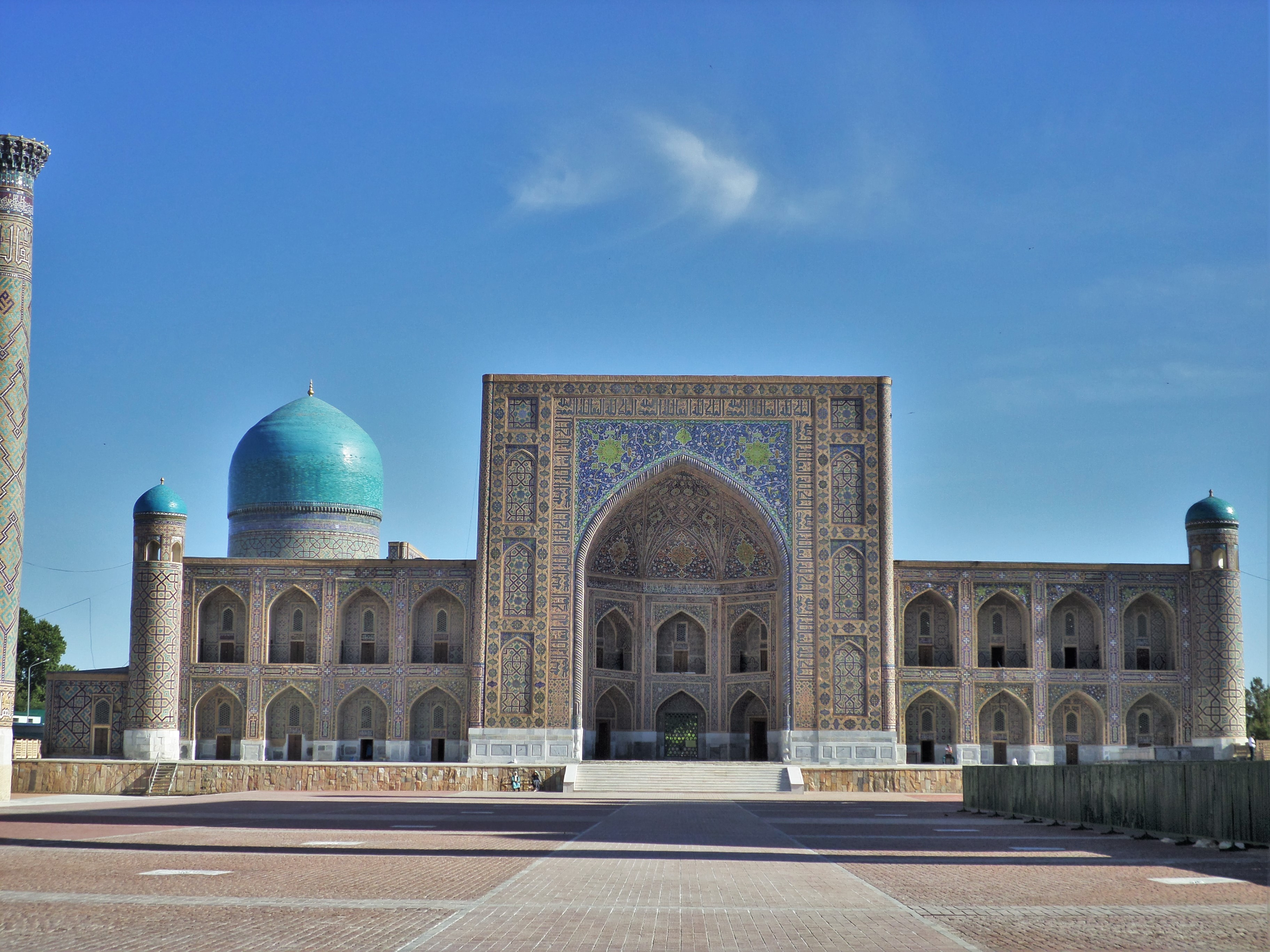
Medresa Tilya-Kori
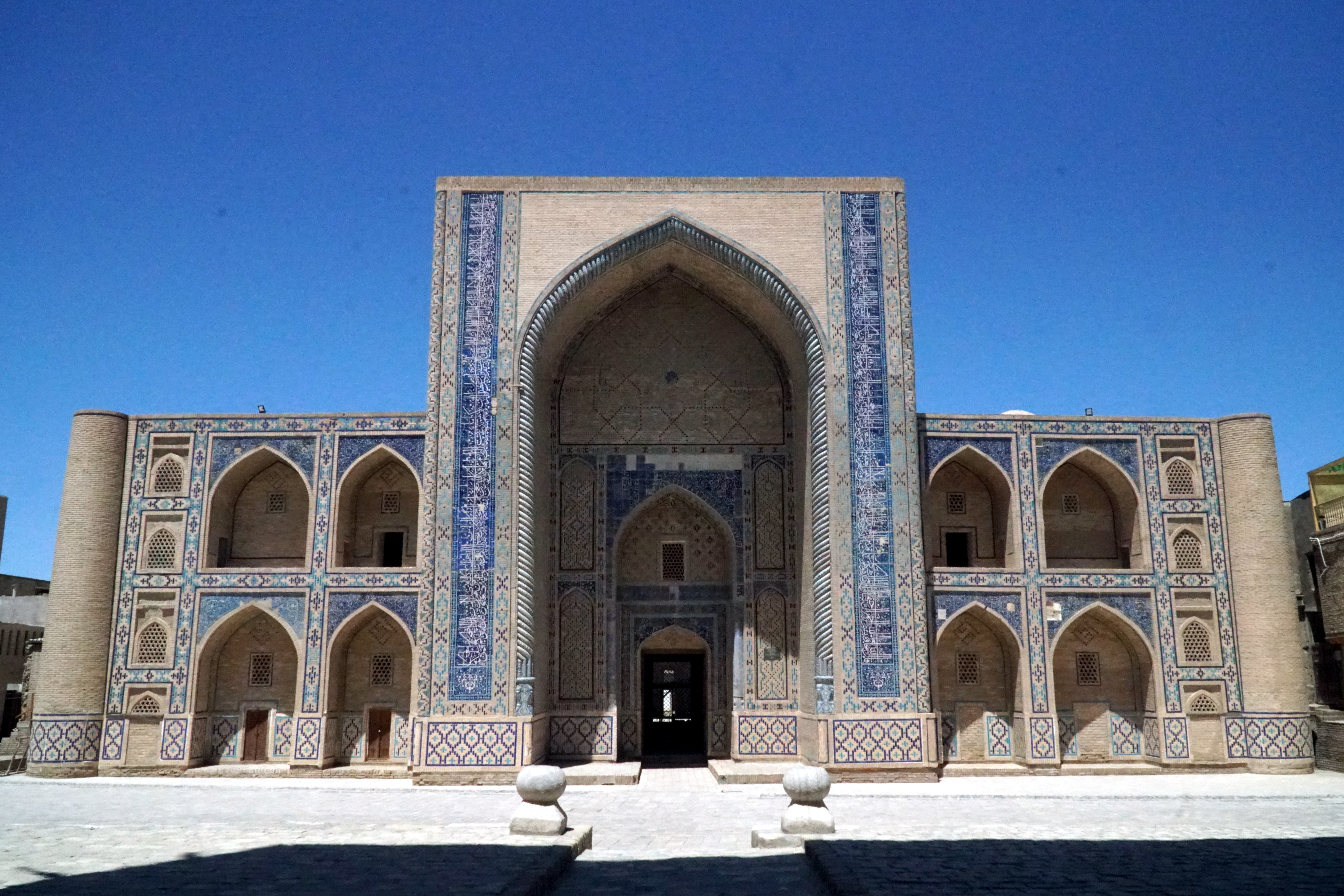
Medresa Uług Bega
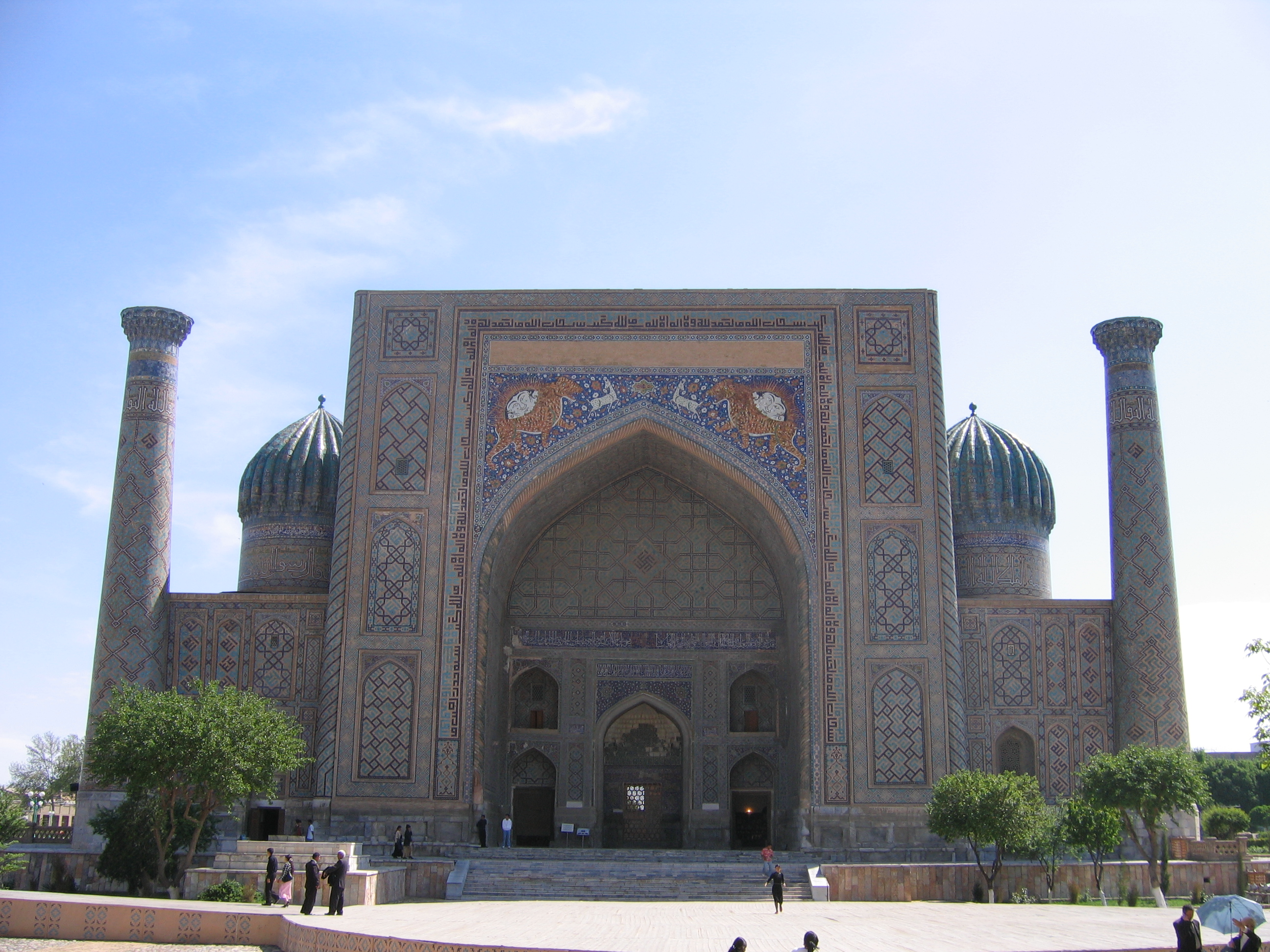
Medresa Sher-Dor